# Моби Дик (фильм, 1956)
«Мо́би Дик» (англ. Moby Dick) — экранизация знаменитого романа Германа Мелвилла, вышедшая в 1956 году. Продюсер и режиссёр — Джон Хьюстон.

## Сюжет
Фильм точно передаёт основной сюжет книги, вплоть до сохранения оригинального текста монологов и диалогов. Основные отличия таковы:
1. Сумасшедший проповедник Элайджа (аллюзия на Илию), накануне отплытия «Пекода» предсказывает именно то, что случится в финале с кораблём и его экипажем. В книге на это только намекается.
2. Из фильма убрана фигура гарпунёра капитанского вельбота Федаллаха. Именно он, по книге, оказался «распят» на спине Моби Дика, Ахав в фильме занял его место. В книге Ахава утащило в море канатом и больше его никто не видел.
3. Драматический финал фильма, когда мёртвый Ахав «зовёт» команду за собой, полностью вымышлен Рэем Брэдбери и режиссёром. В фильме старший помощник Старбек, который резко выступал против охоты капитана Ахава на Моби Дика, вдруг становится одержимым, и своим примером уводит на смерть всю команду, приказав атаковать гигантского кита. В романе судно и экипаж гибнут после лобового столкновения с Моби Диком.

## Производство
Уже при создании сценария Брэдбери и Хьюстон много спорили, а Брэдбери заявил, что никогда не был в состоянии одолеть роман Мелвилла до конца. Отношения режиссёра и сценариста нашли отражение в романе Брэдбери «Зелёные тени, Белый Кит» (англ. Green Shadows, White Whale), вышедшем в 1992 году и в рассказе «Банши», написанном в 1984 (впоследствии включён автором в роман).
Первоначально режиссёр собирался пригласить на роль Ахава своего отца — Уолтера Хьюстона, но когда проект стал реализовываться, он уже был мёртв. Грегори Пек сыграл проповедника Мэппла в телеверсии 1998 года.
Съёмки натурных морских сцен велись в Лас-Пальмасе на Канарских островах, сцен Новой Англии и Нью-Бедфорда — в Йоле (Ирландия). Грегори Пек в интервью 1995 года заявил, что 90 % китобойных сцен снималось на моделях в бассейне студии Шеппертон в Лондоне. Режиссёр называл фильм «…самой сложной картиной, какую я когда-либо снимал». На всём протяжении съёмочного периода свирепствовала ужасная погода. Съёмочная команда вела бесконечную и бесплодную борьбу с механическим китом весом 30 тонн и высотой в 90 футов.

## В ролях
- Грегори Пек — Капитан Ахав
- Ричард Бейсхарт — Измаил
- Лео Генн — Старбек, старший помощник капитана
- Орсон Уэллс — Отец Мэппл, проповедник
- Фридрих фон Ледебур — Квикег
- Эдрик Коннор — Дагу, чернокожий гарпунщик
- Ноэль Пёрселл — корабельный плотник
- Бернард Майлс — житель острова Мэн

## Награды и номинации
- 1956 — две премии Национального совета кинокритиков США за лучшую режиссуру (Джон Хьюстон) и лучшую мужскую роль второго плана (Ричард Бейсхарт).
- 1956 — премия Нью-Йоркского общества кинокритиков за лучшую режиссуру (Джон Хьюстон), а также две номинации: лучший фильм, лучший сценарий (Рэй Брэдбери, Джон Хьюстон).
- 1956 — номинация на премию Британского общества кинооператоров (Освальд Моррис).
- 1957 — номинация на премию Гильдии режиссёров США за лучшую режиссуру полнометражного художественного фильма (Джон Хьюстон).
- 1957 — премия «Серебряная лента» за лучший зарубежный фильм.